# Đời sống thánh hiến

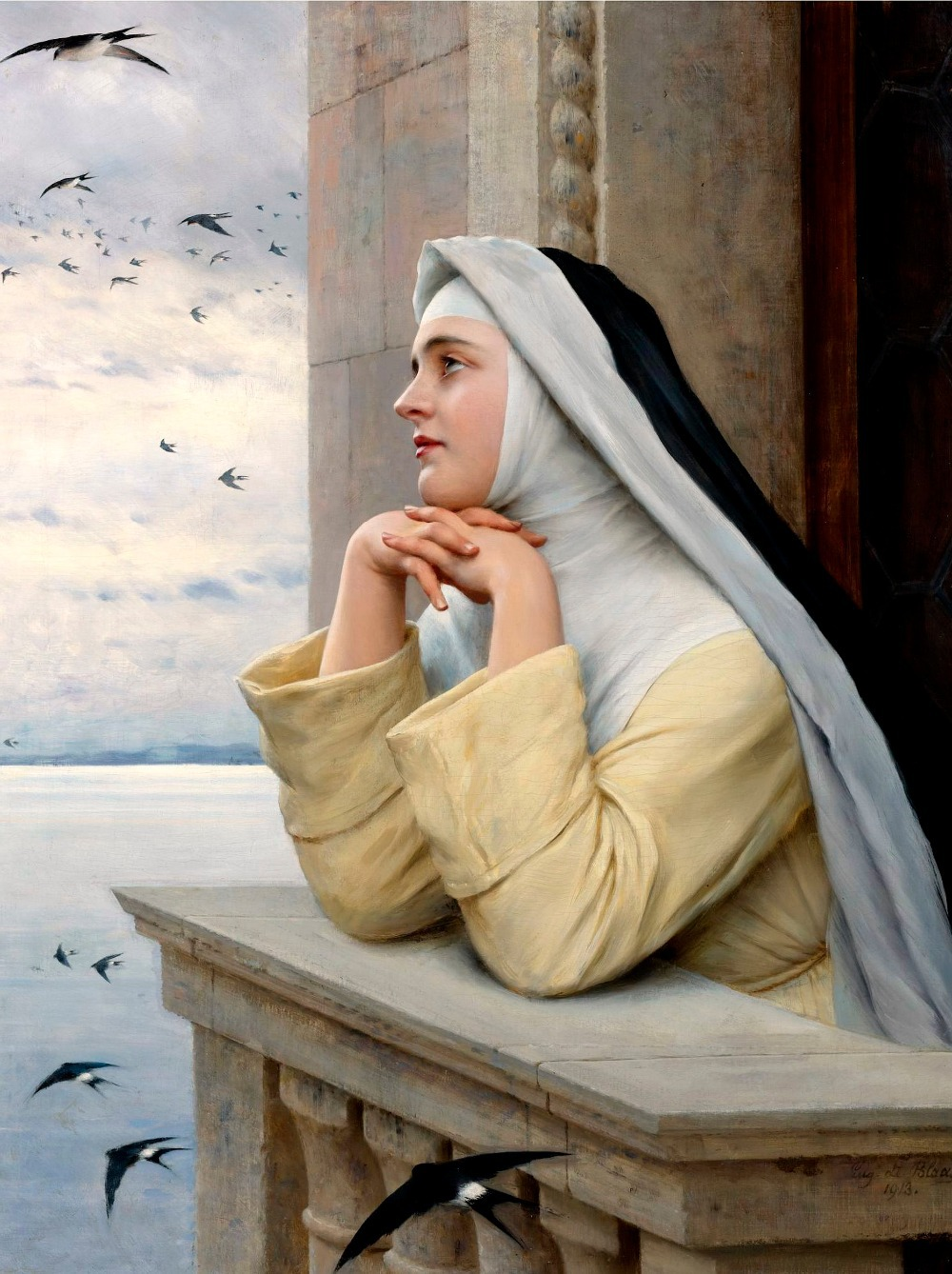
Họa phẩm của Eugene von Blaas về một nữ tu thánh hiến

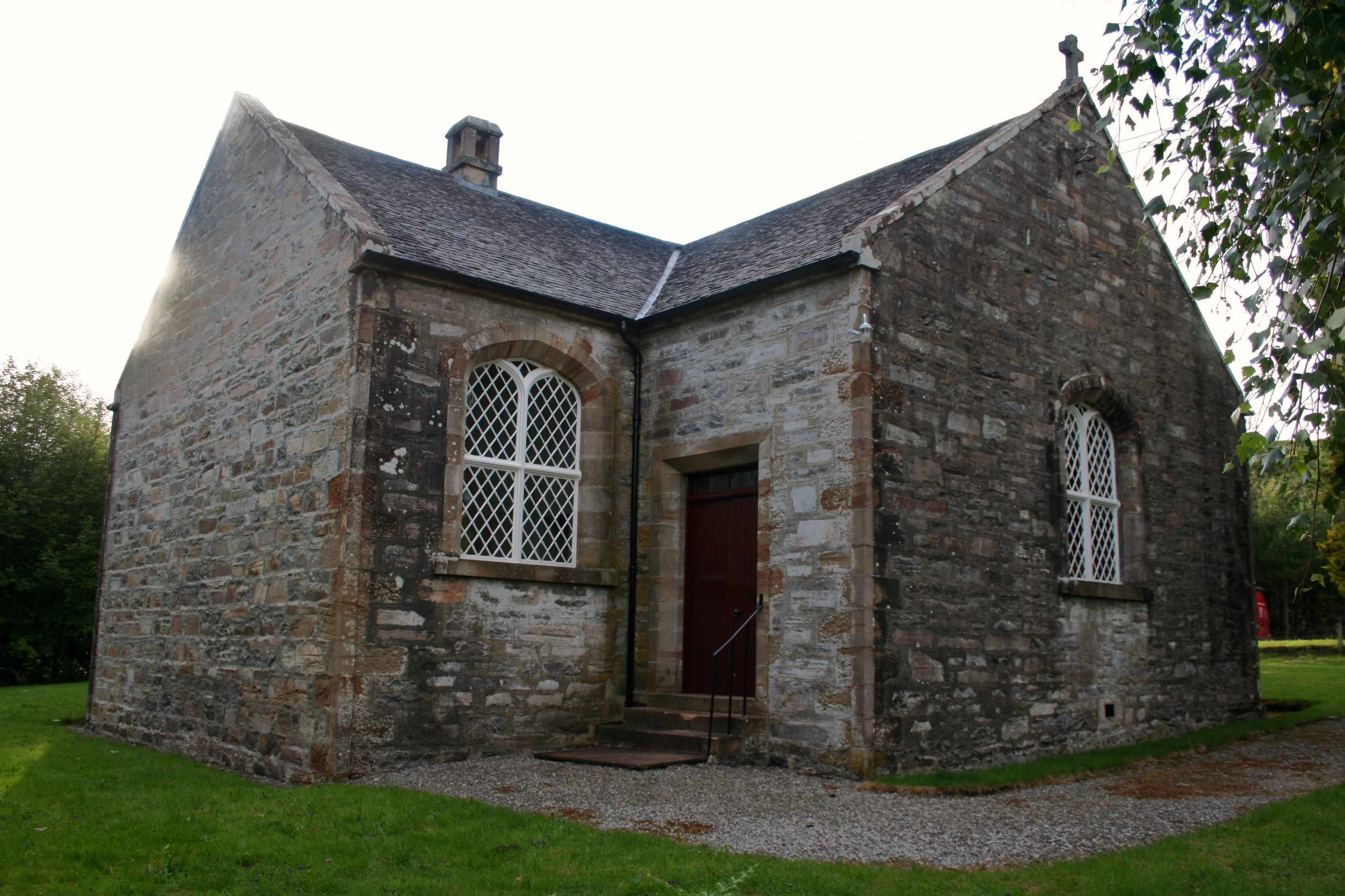
Một tu viện nhỏ

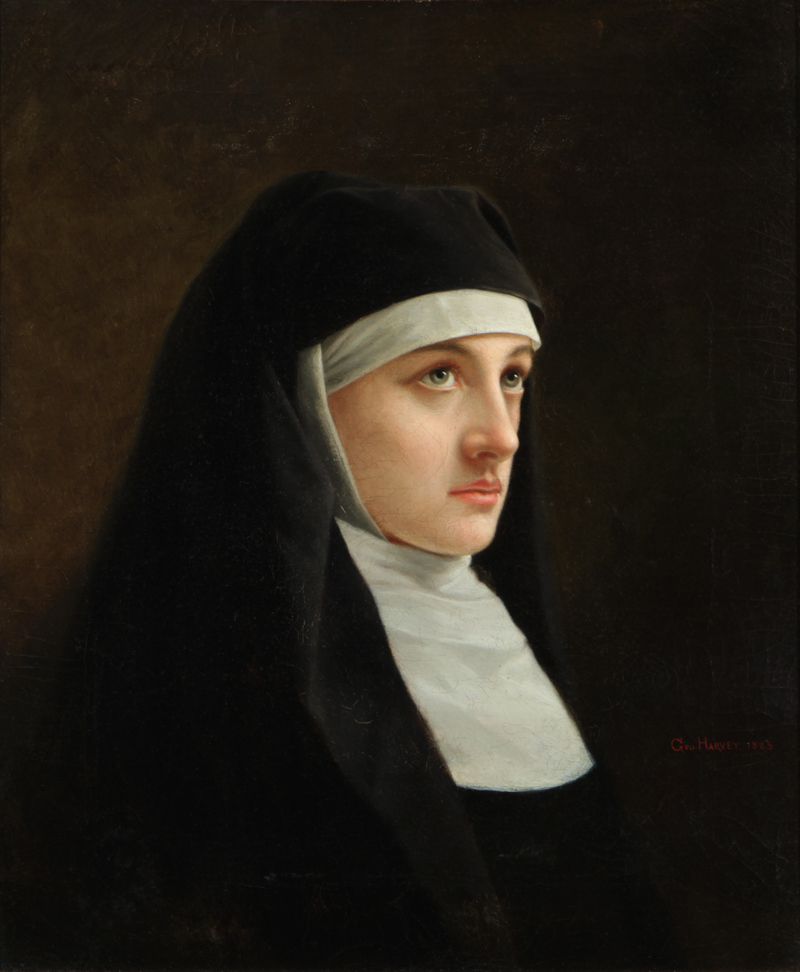
Họa phẩm của George Harvey về một nữ tu với đời sống thánh hiến

Đời sống thánh hiến (tiếng Anh: Consecrated life) hay còn được gọi là đời sống tu trì hay sống đời tôn giáo (Religious life) là một bậc sống trong Giáo hội Công giáo được sống bởi những tín hữu được kêu gọi theo Chúa Giêsu Kitô. Đời sống tận hiến bao gồm những người trong các tu hội đời sống thánh hiến (tu sĩ và thế tục), các tu hội đời sống tông đồ, cũng như những người sống như những ẩn sĩ hoặc những trinh nữ thánh hiến hay góa phụ tận hiến. Theo Giáo lý của Giáo hội Công giáo, đời sống tận hiến được đặc trưng bởi việc tuyên xưng công khai các lời khuyên Phúc âm khó nghèo, sống khiết tịnh, và vâng lời trong một trạng thái ổn định của cuộc sống đã được Giáo hội công nhận.
Bộ Giáo luật định nghĩa đời sống tận hiến là một hình thức sống ổn định nhờ đó các tín hữu theo Chúa Kitô sát sườn hơn dưới tác động của Chúa Thánh Thần, hoàn toàn tận hiến cho Thiên Chúa là Đấng được yêu mến nhất, trên hết thảy mọi người, để sau khi được dành tặng một hồng ân mới và để vinh danh Thiên Chúa, để xây dựng Giáo hội và để cứu rỗi thế giới, cố gắng đạt tới đức ái trọn hảo để phục vụ Nước Thiên Chúa. Nội hàm của đời sống thánh hiến không chỉ là việc người tu sĩ dâng hiến đời mình cho Thiên Chúa, nhưng còn là sứ mạng họ nhận được từ Thiên Chúa. Đời thánh hiến thì không phải là một đời sống chỉ hoàn toàn là tu tâm dưỡng tính mà đời sống thánh hiến chính là việc bước theo Đức Kitô để tự hiến thân cho Chúa.
Công đồng Vatican II đã coi đời thánh hiến của các tu sĩ là phương thế kết hiệp một cách đặc biệt với Giáo hội và với Mầu nhiệm Giáo hội nên đời thánh hiến luôn nỗ lực đem lại lợi ích cho Giáo hội. Những người tận hiến không nhất thiết phải là một phần của hệ thống phân cấp của Giáo hội Công giáo, trừ khi họ cũng là phong chức giáo sĩ. Sách Giáo lý của Giáo hội Công giáo nhận xét rằng ngay từ thuở sơ khai của Giáo hội đã có những nam nữ tự do lên đường theo Chúa Kitô và theo sát hơn bằng cách thực hành các lời khuyên Phúc âm. Họ sống cuộc đời tận hiến cho Thiên Chúa, mỗi người theo cách riêng của mình. Nhiều người trong số họ, dưới sự linh ứng của Chúa Thánh Thần, đã trở thành ẩn sĩ hoặc thành lập các gia đình tu trì. Đời sống thánh hiến có thể được sống trong các hội dòng, hội đoàn hoặc cá nhân. Trong khi những người đang sống là giáo sĩ hoặc giáo dân, thì bậc sống thánh hiến về bản chất không phải là giáo sĩ hay giáo dân.